# Theridion emertoni
Theridion emertoni là một loài nhện trong họ Theridiidae.
Loài này thuộc chi Theridion. Theridion emertoni được Lucien Berland miêu tả năm 1920.